# Street Life (album de the Crusaders)
Albums de The Crusaders
Images
(1978) Rhapsody and Blues
(1980)
Street Life est un album du groupe de jazz The Crusaders, sorti en 1979.

## L'album
Le groupe est par cet album au sommet de son art. Il se classe au Top 20 aussi bien en Europe qu'aux États-Unis et occupe la 1re place du hit-parade de jazz américain pendant vingt semaines. Il fait partie des 1001 Albums You Must Hear Before You Die.

### Liste des titres
| A1. | Street Life | - Will Jennings - Joe Sample | 11:18 |
| A2. | My Lady     | Wilton Felder                | 6:43  |

| B1. | Rodeo Drive (High Steppin') | Joe Sample    | 4:28 |
| B2. | Carnival of the Night       | Wilton Felder | 6:24 |
| B3. | The Hustler                 | Stix Hooper   | 5:18 |
| B4. | Night Faces                 | Joe Sample    | 5:10 |

### Musiciens
- Arthur Adams : guitare
- Roland Bautista : guitare
- Oscar Brashear : trompette
- Garnett Brown : trombone
- Randy Crawford : voix
- Paulinho Da Costa : percussions
- Wilton Felder : saxophone, basse,
- Barry Finnerty : guitare
- William Green : saxophone
- Stix Hooper : batterie
- Paul Jackson, Jr. : guitare
- James Jamerson : basse
- Alphonso Johnson : basse
- Robert O'Bryan : trompette
- Jerome Richardson : saxophone
- Billy Rogers : guitare
- Joe Sample : claviers